# Goniobranchus preciosus
Goniobranchus preciosus is een slakkensoort uit de familie van de Chromodorididae. De wetenschappelijke naam van de soort is voor het eerst geldig gepubliceerd in 1858 door Kelaart.